# Rodrick Shumba
Rodrick Shumba, né le 27 mars 1988,, est un coureur cycliste zimbabwéen.

## Biographie
En 2022, Rodrick Shumba remporte le championnat du Zimbabwe sur route. L'année suivante, il conserve son titre de champion national. Il représente également son pays aux championnats d'Afrique, organisés à Accra. 

## Palmarès
- 2022
  -  Champion du Zimbabwe sur route
- 2023
  -  Champion du Zimbabwe sur route
- 2025
  -  Champion du Zimbabwe du contre-la-montre

## Classements mondiaux
| Année                                 | 2023  |
| ------------------------------------- | ----- |
| Classement mondial                    | 1023e |
| UCI Africa Tour                       | 51e   |
|                                       |       |
| Légende : nc = non classéSource : UCI |       |